# Gränsö slott
Gränsö slott är en herrgård i Västerviks kommun. Byggnaden ligger på Gränsö, cirka 4 kilometer utanför Västervik. 
Platsen har medeltida anor. Det ursprungliga slottet bestod av en huvudbyggnad i trä, byggd 1807 av Olof Johan Risselskiöld. Slottet byggdes till flera gånger under 1800-talet. I kommunal ägo från 1969 förföll slottet men användes under en rad år som fast punkt för Västerviks sommarsatsning för barn och ungdom, kallad "Kul i sommar". 
Efter en renovering i början av 1990-talet blev större delen av slottet förstört i en brand 1993. Byggnaden återställdes till ett något förändrat skick och återinvigningen ägde rum 1994. Anläggningen är idag ett populärt utflyktsmål med servering, båtbrygga, konserter och utställningar. Vid flera tillfällen var Gränsö slott platsen för förre folkpartiledaren Lars Leijonborgs sommartal.
Gränsös siste private ägare var friherre Robert Fleetwood (född 1924), inom vars släkt Gränsö hade ärvts sedan 1886. Efter millennieskiftet har en omfattande utbyggnad skett under den nuvarande ägaren Per Johanssons ledning. Den engelska parken har återställts, hotell och spa har tillkommit. Idag klassas Gränsö slott som en resort.